# Rivière aux Loutres (rivière du Loup)
Pour les articles homonymes, voir Loutre (homonymie).
La rivière aux Loutres coule les municipalités de Saint-Athanase (MRC de Témiscouata), Saint-Bruno-de-Kamouraska, Sainte-Hélène-de-Kamouraska et Saint-Joseph-de-Kamouraska, dans la municipalité régionale de comté de MRC de Kamouraska, dans la région administrative du Bas-Saint-Laurent, au Québec, au Canada.
La rivière aux Loutres est un affluent de la rive est de la rivière du Loup laquelle coule vers le nord pour se déverser sur la rive sud du fleuve Saint-Laurent à la hauteur de Rivière-du-Loup, dans la municipalité régionale de comté (MRC) de Rivière-du-Loup.

## Géographie
La rivière aux Loutres prend sa source de ruisseaux de montagnes situés au sud-ouest du lac aux Loutres, dans la municipalité de Saint-Athanase, dans la municipalité régionale de comté (MRC) de Témiscouata, au cœur des monts Notre-Dame.
La rivière aux Loutres coule sur un total de 39,7 km, répartis selon les segments suivants :
Cours supérieur de la rivière (segment de 11,0 km)
À partir de sa source, la rivière aux Loutres coule sur :
- 1,9 km vers le nord-ouest, puis le nord, dans Saint-Athanase, jusqu'à la confluence d'un ruisseau (venant de l'ouest) ;
- 7,1 km vers le nord-ouest, jusqu'à la limite de Saint-Bruno-de-Kamouraska ;
- 1,9 km vers l'ouest, en traversant le chemin de fer du Canadien National, jusqu'à la rive est du lac aux Loutres (longueur : 1,5 km ; largeur maximale : 1,2 km ; altitude : 342 m) ;
- 0,1 km vers le nord en traversant le lac aux Loutres, jusqu'à l'embouchure du lac aux Loutres.

Note : Le chemin de fer du Canadien National passe sur la rive sud-est du lac aux Loutres. Ce lac reçoit les eaux de la décharge du lac Lapointe (altitude : 353 m) et celle du lac de la Couronne (352 m).
Cours inférieur de la rivière (segment de km) (sgement de 28,7 km)
À partir de l'embouchure du lac aux Loutres, la rivière aux Loutres coule sur :
- 4,0 km vers le nord, jusqu'à la limite de Saint-Athanase ;
- 1,0 km vers le nord-ouest dans Saint-Athanase, jusqu'à la limite de Saint-Bruno-de-Kamouraska ;
- 2,0 km vers le nord-ouest dans Saint-Bruno-de-Kamouraska, jusqu'à la limite de Saint-Athanase ;
- 2,2 km vers le nord-ouest revenant dans Saint-Athanase, jusqu'à la confluence d'un ruisseau (venant du sud) ;
- 6,4 km vers le nord, jusqu'à la limite de Saint-Joseph-de-Kamouraska ;
- 0,4 km vers le nord dans Saint-Joseph-de-Kamouraska, jusqu'à sa décharge du lac du Cordage ;
- 7,6 km vers le nord, jusque tout près de l'intersection de la route de Picard et du chemin du 7e rang ;
- 2,5 km vers le sud-ouest, jusqu'à la limite de Sainte-Hélène-de-Kamouraska ;
- 2,6 km vers le sud-ouest, puis vers le nord, en formant une boucle vers le sud, jusqu'à sa confluence.

La "rivière aux Loutres" se déverse sur la rive sud-est de la rivière du Loup (Bas-Saint-Laurent), dans Sainte-Hélène-de-Kamouraska, à 2,3 km en aval du "pont de Broche" de la "route du Pont-de-Broche" dans Sainte-Hélène-de-Kamouraska et à 0,3 km en amont de la limite entre Sainte-Hélène-de-Kamouraska et Saint-Joseph-de-Kamouraska. Cette confluence est située à 12,6 km au sud-est du littoral sud-est de l'estuaire du Saint-Laurent et à 6,2 km au sud du centre du village de Saint-Joseph-de-Kamouraska.

## Toponymie
Le toponyme « rivière aux Loutres » a été officialisé le 5 décembre 1968 à la Commission de toponymie du Québec.